# جائزة البرازيل الكبرى 2014
جائزة البرازيل الكبرى 2014 (بالإنجليزية: 2014 Brazilian Grand Prix)‏ هو سباق فورمولا 1 أقيم بتاريخ 9 نوفمبر 2014 في حلبة جوزيه كارلوس بيس للسيارات، البرازيل. كان الثامن عشر من أصل 19 في بطولة العالم لسباقات الفورمولا واحد موسم 2014. حلّ نيكو روسبيرغ أولا بينما جاء البريطاني لويس هاملتون في المركز الثاني وحصل على المركز الثالث البرازيلي فيليبي ماسا.